# W. W. Jacobs
William Wymark Jacobs (8 settembre 1863 – 1º settembre 1943) è stato uno scrittore inglese di racconti brevi e romanzi. Il suo racconto più celebre è La zampa di scimmia, un racconto macabro.
La sua produzione letteraria è costituita soprattutto da racconti di tipo umoristico.

## Opere
- Many Cargoes, 1896.
- The Skipper's Wooing and The Brown Man's Servant, 1897.
- Sea Urchins, 1898.
- A Master of Craft, 1900.
- Light Freights, 1901.
- The Lady of the Barge, 1902. (contiene La zampa di scimmia.)
- Dialstone Lane, 1902.
- At Sunwich Port, 1902.
- Odd Craft, 1903. (contiene The Money Box.)
- Short Cruises, 1907.
- Salthaven, 1908.
- Sailors' Knots, 1909. (contiene The Toll House.)
- Ship's Company, 1911.
- Night Watches, 1914.
- The Castaways, 1916.
- Deep Waters, 1919.
- Sea Whispers, 1926.